# ليونيل ساندرز
ليونيل ساندرز هو تريثلت كندي، ولد في 22 فبراير 1988 في أونتاريو في كندا.

## وصلات خارجية
- الموقع الرسمي
- ليونيل ساندرز على موقع اتحاد الترياتلون الدولي (الإنجليزية)